# 우크라이나-조선민주주의인민공화국 관계
우크라이나-조선민주주의인민공화국 관계는 우크라이나와 조선민주주의인민공화국 사이의 양자 대외관계이다. 2022년 7월 조선민주주의인민공화국이 우크라이나 동부의 도네츠크 인민공화국과 루한스크 인민공화국을 독립국으로 인정하면서 관계가 중단됐다.

## 역사
1992년 1월 9일 양국 관계가 수립되었다. 모스크바 주재 조선민주주의인민공화국 대사관도 우크라이나 주재국으로 인정받았다. 우크라이나는 베이징 주재 대사관을 통해 조선민주주의인민공화국에 대한 승인을 받았다. 1998년, 조선민주주의인민공화국은 동구권 붕괴 이후 심각한 예산 삭감으로 인해 키이우 주재 대사관(다른 여러 대사관 포함)을 폐쇄했다.
러시아-우크라이나 전쟁 이전까지는 우크라이나 과학자와 사업가들이 직접 일하거나 조선민주주의인민공화국에 기술을 공급함으로써 조선민주주의인민공화국의 핵무기와 미사일 프로그램을 지원했다는 의혹이 있었다. 그러나 우크라이나 정부는 2017년에 미사일 기술 정보 유출이 없었다는 결론을 내렸다.

### 러시아-우크라이나 전쟁
2017년에 조선민주주의인민공화국은 크림반도를 러시아의 일부로 인정했다. 조선민주주의인민공화국과 미국의 양국 관계가 해빙기에 접어든 이 사건으로 인해 우크라이나는 강력한 대응을 하지 않았다.
2022년 7월 13일, 우크라이나는 도네츠크 인민공화국과 루간스크 인민공화국의 독립국으로 승인한 조선민주주의인민공화국과의 외교 관계 단절을 발표했다. 외교 관계가 단절되기 전에는 동아시아 국가에 대한 제재로 인해 다른 정치, 경제 관계는 이미 동결된 상태였다.

## 같이 보기
- 조선민주주의인민공화국의 대외 관계
- 우크라이나의 대외 관계
- 우크라이나 고려인